# Phyllodonta succedens
Phyllodonta succedens là một loài bướm đêm trong họ Geometridae.